# Kościół św. Mikołaja w Truskolasach
Kościół św. Mikołaja w Truskolasach – zabytkowy kościół rzymskokatolicki znajdujący się w Truskolasach w gminie Wręczyca Wielka, w powiecie kłobuckim, w województwie śląskim. Jest kościołem parafialnym, pod wezwaniem św. Mikołaja z Miry i sanktuarium Matki Bożej Truskolaskiej w dekanacie truskolaskim, w archidiecezji częstochowskiej.
Świątynia znajduje się na szlaku architektury drewnianej województwa śląskiego.

## Historia
Kościół został zbudowany staraniami Józefa Winnera (dzierżawcy starostwa krzepickiego) w roku 1737, konsekracja świątynia miała miejsce 26 listopada 1746 r. Do 1810 r. kościół podlegał parafii św. Marcina w Kłobucku, która należała do Zakonu Kanoników Regularnych. Świątynia była kilkukrotnie remontowana: w 1835 r. naprawiono i obniżono pochylone wieże, obniżono poziom dachu i pokryto go na nowo gontami, w latach 1871-1881 odnowiono wnętrze. W 1877 wichura uszkodziła jedną z wież kościoła tak mocno, że podjęto decyzję o ich rozbiórce. W 1881 ściany oszalowano deskami (w miejsce wcześniejszych gontów). W latach 80. XX wieku dach kościoła pokryto blachą.
W latach 2006–2007 przeprowadzono gruntowny remont kościoła, w wyniku którego między innymi wymieniono zniszczone elementy konstrukcyjne (podwaliny, część belek zrębowych i słupów, część belek więźby), wymieniono deski sklepienia pozornego oraz przywrócono gont na dachu i ścianach.
W 2009 r. Kościół św. Mikołaja w Truskolasach został laureatem konkursu „Zabytek Zadbany” organizowanego przez Generalnego Konserwatora Zabytków. Barokowa świątynia otrzymała laur za „przeprowadzenie kompleksowego remontu drewnianego kościoła parafialnego pw. św. Mikołaja w Truskolasach, z 1. poł. XVIII wieku”.

## Architektura
Kościół wzniesiony został na wzgórzu. Jest nieorientowany z prezbiterium skierowanym na północny wschód. Wybudowany z drewna w konstrukcji zrębowej, pierwotnie na kamiennej podmurówce. Pierwotnie posiadał z frontu dwie wieże. Prezbiterium jest wydłużone, zamknięte trójbocznie. Korpus nawowy na rzucie wydłużonego prostokąta, podzielony jest słupami na dwie wąskie nawy boczne i szeroką nawę środkową. Do nawy przylegają dwie symetryczne kaplice (Matki Boskiej Szkaplerznej oraz św. Józefa) zamknięte trójbocznie, tworzące pseudotransept. Do prezbiterium od strony północno-zachodniej przylega prostokątna zakrystia. Dachy kościoła są dwuspadowe, nad nawą znajduje się czworoboczna wieżyczka na sygnaturkę przekryta smukłym dachem namiotowym.
Nawa, prezbiterium oraz kaplice przesklepione są pozornym sklepieniem kolebkowym wykonanym z desek.

## Wyposażenie
Wyposażenie kościoła w większości jest późnobarokowe.
Ołtarze:
- ołtarz główny późnobarokowy z cudownym obrazem Matki Bożej Truskolaskiej i relikwiami św. Walentego i św. Teodory oraz obrazem św. Mikołaja na zasłonie,
- ołtarz boczny lewy pw. św. Franciszka, późnobarokowy,
- ołtarz boczny prawy pw. św. Antoniego, barokowy,
- ołtarz św. Józefa w kaplicy północno-zachodniej oraz obrazem św. Barbary na zasłonie,
- ołtarz św. Rocha w kaplicy północno-zachodniej, rokokowy,
- ołtarz Matki Bożej Szkaplerznej w kaplicy południowo-wschodniej z obrazem "Przemienienie Pańskie" na zasłonie, barokowy,
- ołtarz z rzeźbą "Ukrzyżowanie" w kaplicy południowo-wschodniej

Ambona pochodzi z 2. połowy XVII wieku, przerobiona została w 1880 roku. Na belce tęczowej umieszczona jest rzeźbiarska Grupa Ukrzyżowania.
Polichromię w kaplicach i na ścianach prezbiterium namalował Wacław Skomierski w latach 1903–1907. Na sklepieniu prezbiterium znajdują się przedstawienia świętych wykonane przez Stanisława Ligonia w roku 1914.

## Obraz Matki Bożej Truskolaskiej
W ołtarzu głównym kościoła znajduje się obraz Matki Boskiej Truskolaskiej w srebrnej sukience – słynący z cudów. Obraz przedstawia Matkę Bożą z Dzieciątkiem w typie Hodegetrii. Wykonany został w technice olejnej na płótnie. Jego autorem jest malarz Bobrowski z Widawy nad rzeką Niecieczą. Według legendy obraz "oddany był w zastaw kowalowi Grzegorzowi Knosze, podczas pierwszego najazdu Szwedów >>rzucony pod ławę<<, odnaleziony i umieszczony w kaplicy za wsią, ponownie sprowadzony do kościoła, co spowodowała jasność otaczająca wizerunek". W 1686 r. obraz został uznany za łaskawy. Po uznaniu obrazu za cudowny, za zezwoleniem biskupa Mikołaja Obornickiego, umieszczono go w głównym ołtarzu kościoła. W roku 1736 rozebrano stary kościół i wybudowano nowy, wtedy to obraz uroczyście umieszczono w ołtarzu głównym nowego kościoła, gdzie znajduje się do dzisiaj.

## Galeria

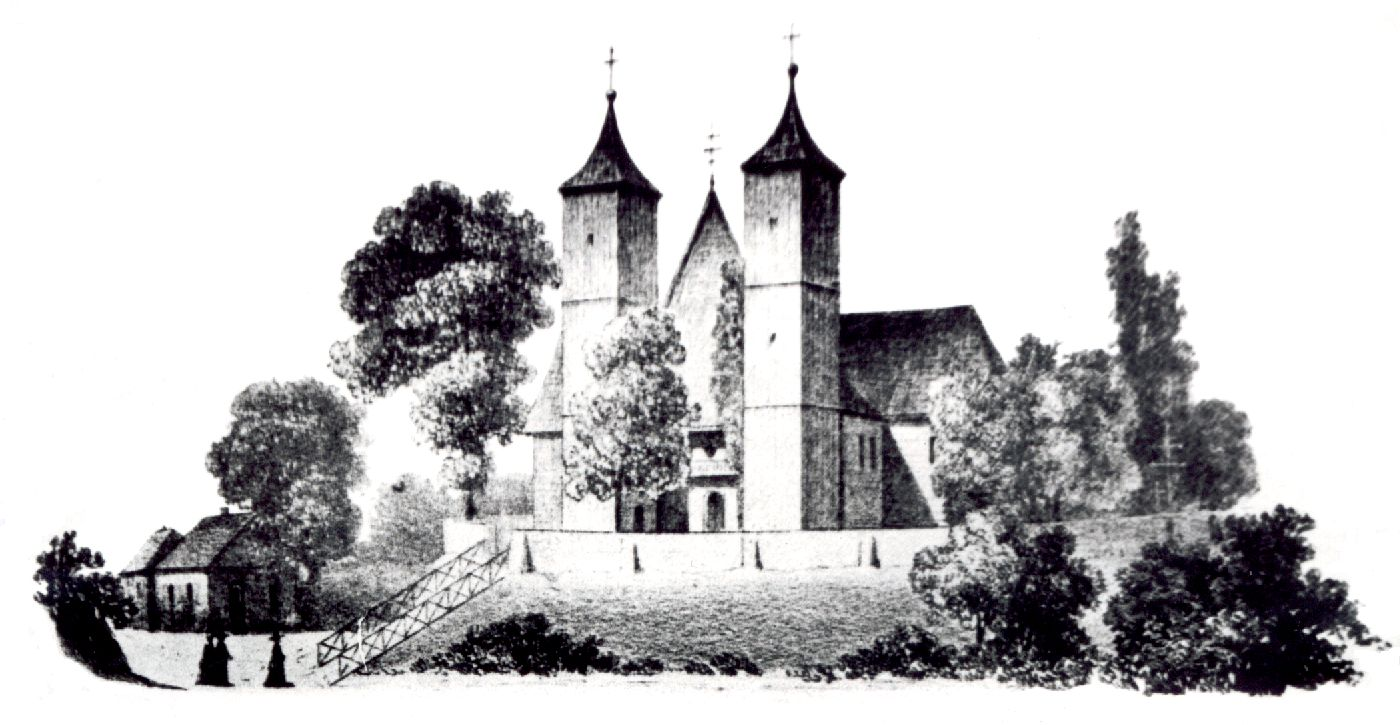
Kościół w 2 poł. XIX wieku
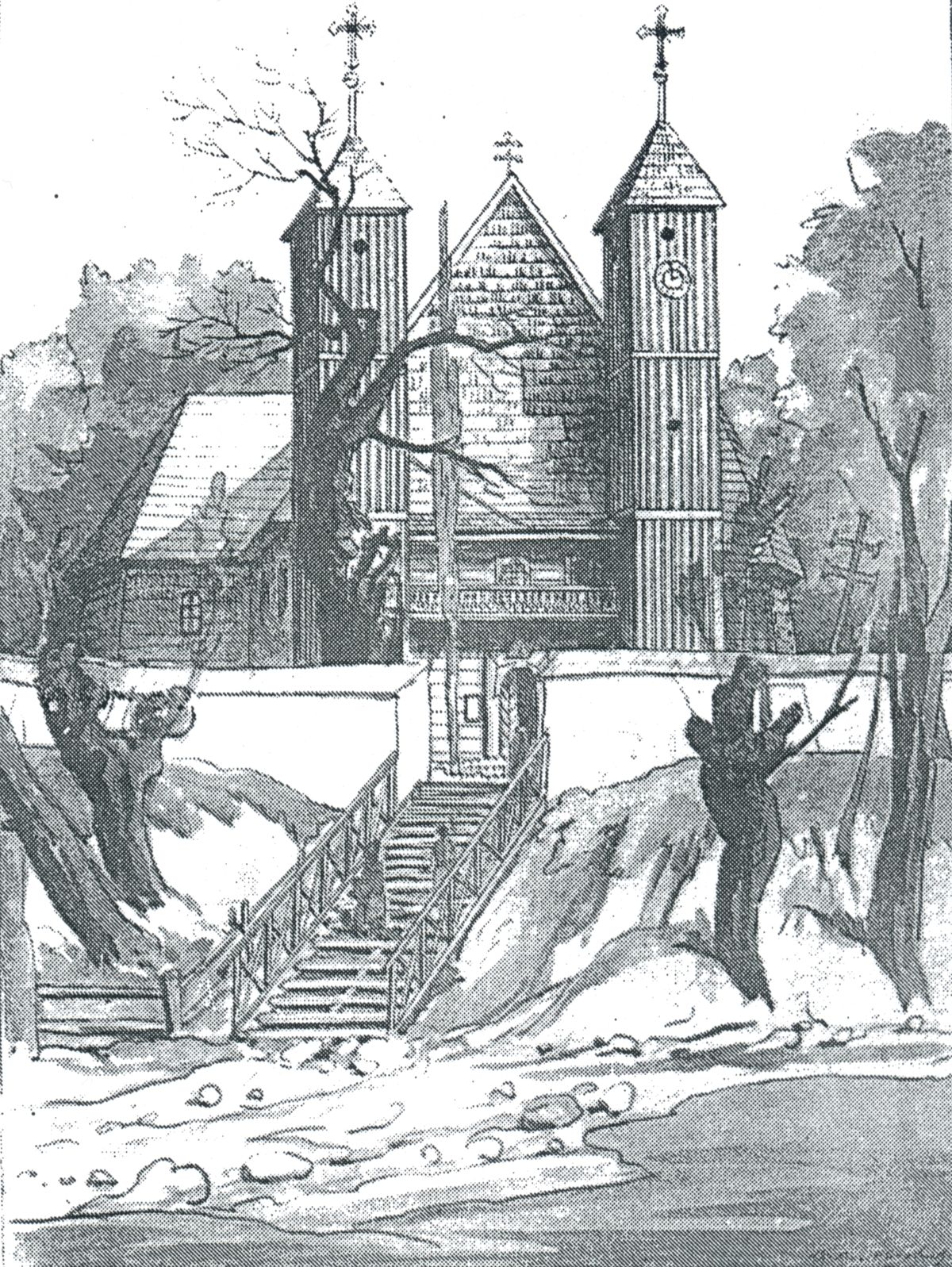
Kościół około 1870 roku
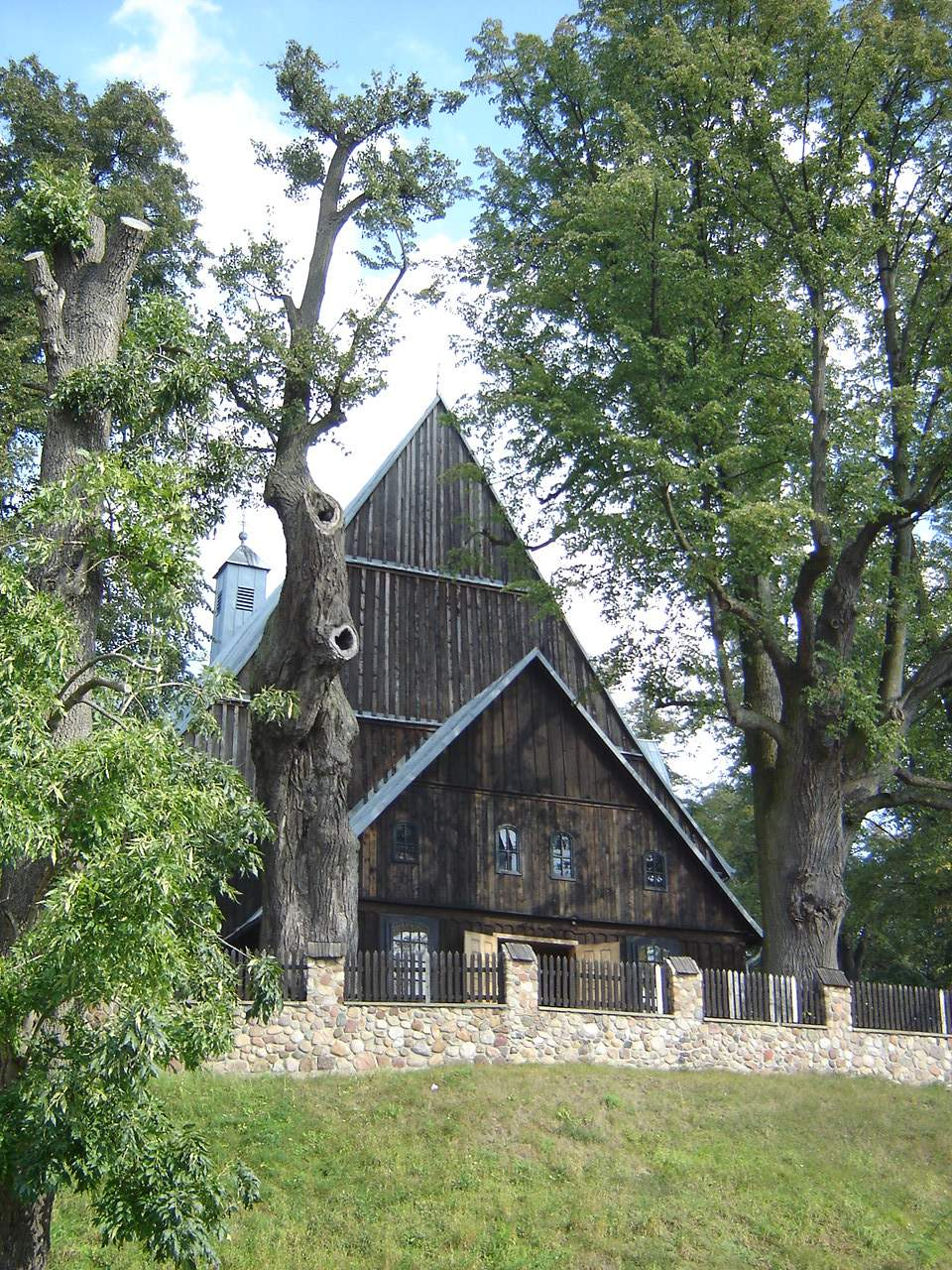
Front kościoła sprzed remontu (2005)
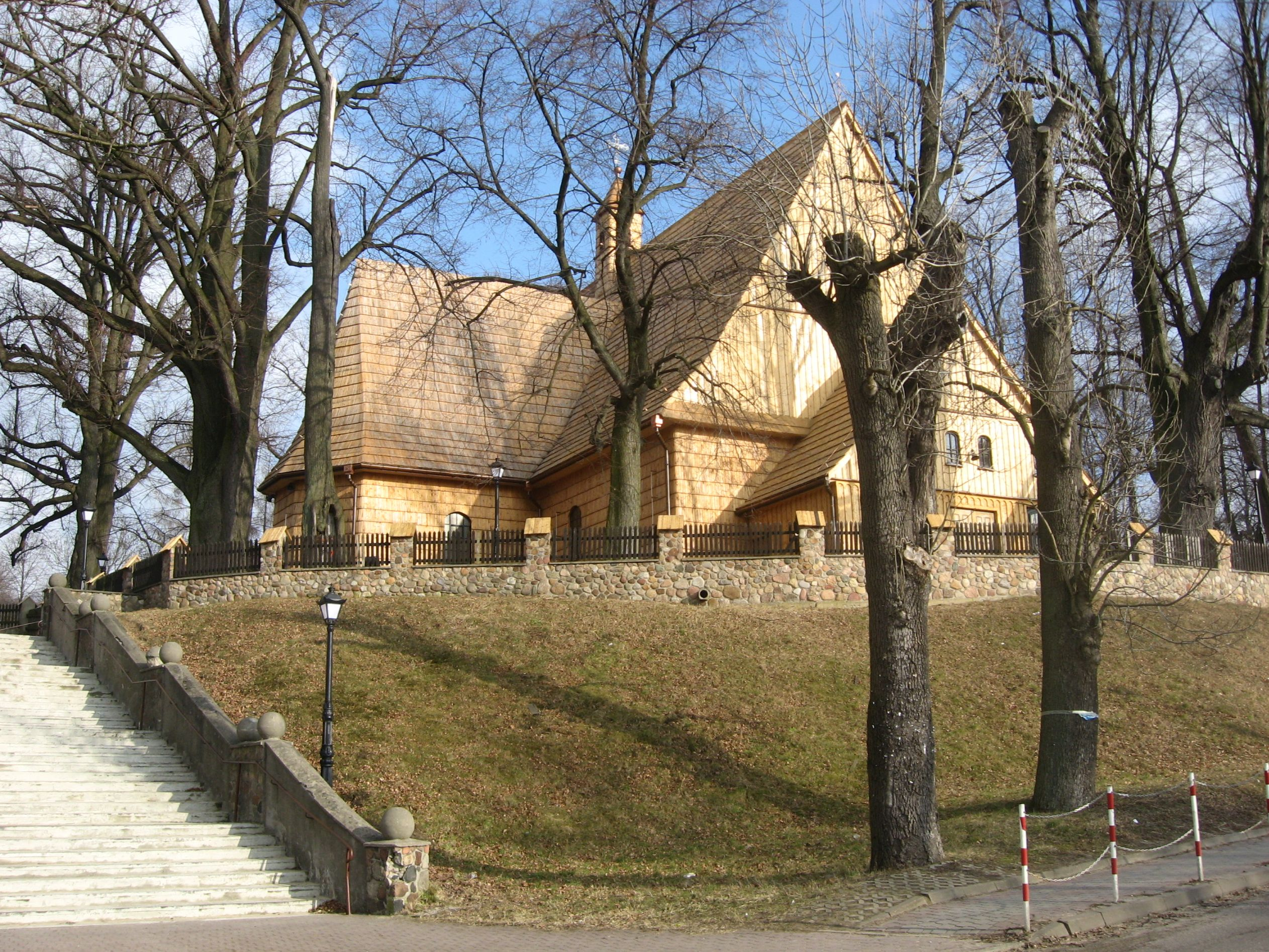
Kościół po remoncie (2008)
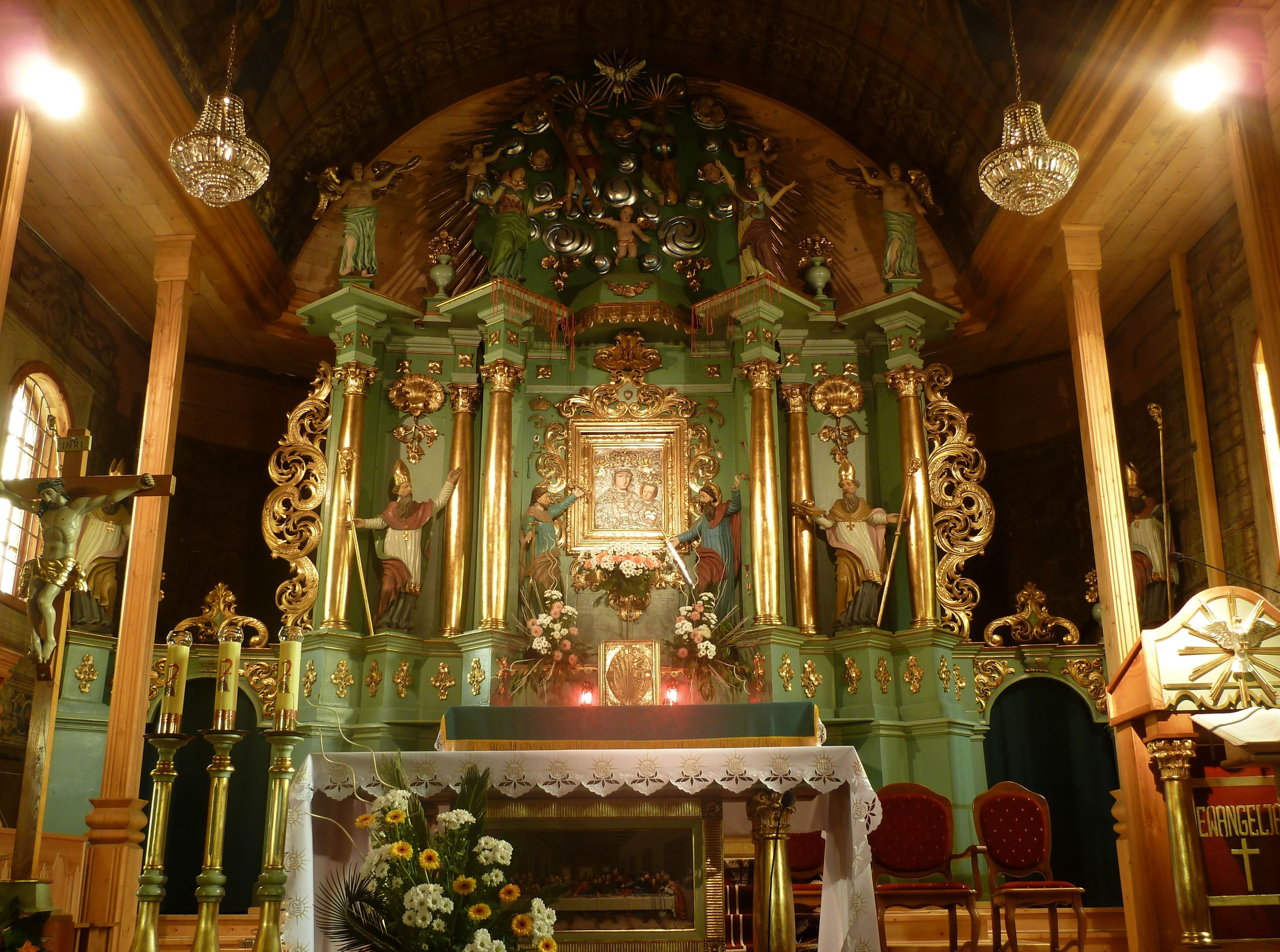
Ołtarz główny z cudownym obrazem Matki Bożej Truskolaskiej
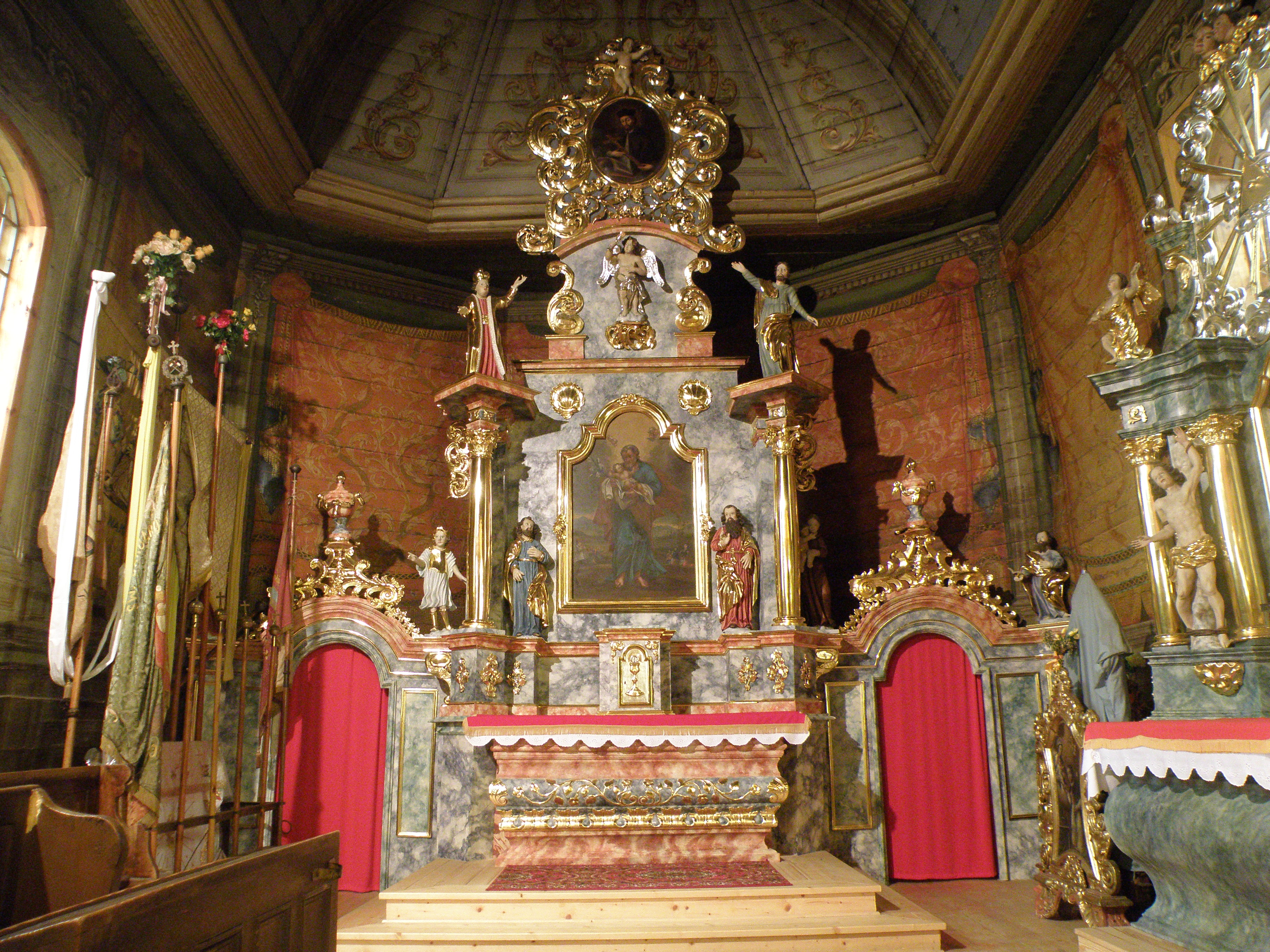
Ołtarz św. Józefa
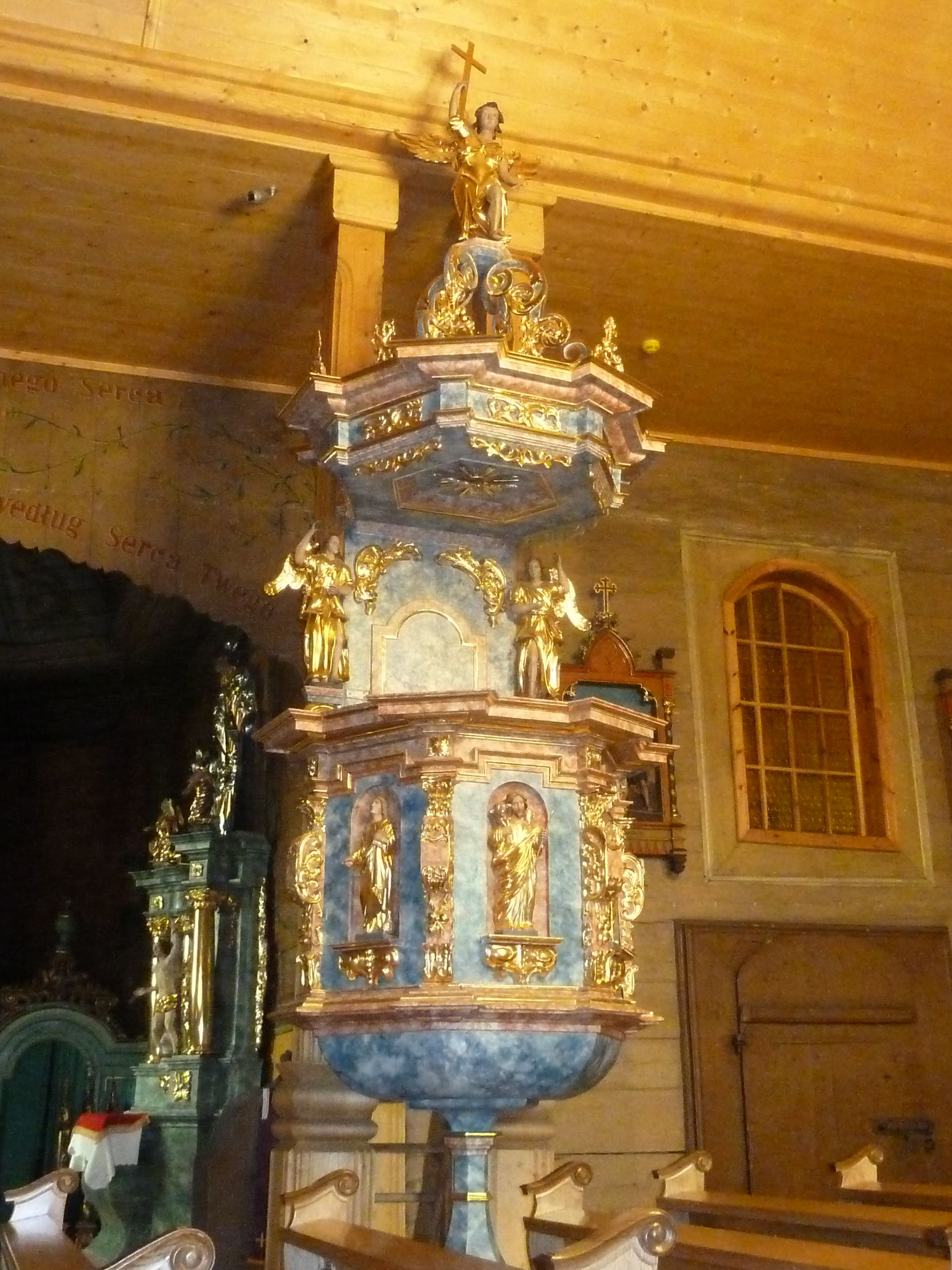
Ambona